# Саураштра

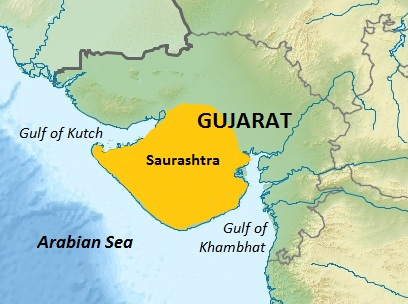

Саураштра (гудж. સૌરાષ્ટ્ર, гінді सौराष्ट्र), також Соратх — регіон у Західній Індії, у штаті Гуджарат. Розташований на півдні півострова Катхіявар в Аравійському морі. Північну частину півострова займає
регіон Кач. Перша згадка про Саураштру міститься у «Періплі Еритрейського моря» (I століття). Під час мусульманського панування на території Саураштри знаходилось князівство Джунагадх. Після отримання Індією незалежності у 1947 році мусульманський правитель захотів, щоб Джунагадх увійшов до складу Пакистану. Однак, переважно індуїстське населення князівства збунтувалось. Було проведено референдум, внаслідок якого більшість населення висловилось за те, щоб Джунагадх увійшов до складу Індії. У 1948 році, на базі 217 князівств (включно з Джунагадхом) було утворено штат Саураштра, столицею якого стало місто Раджкот. 1 листопада 1956 штат Саураштра увійшов до складу штату Бомбей, який у 1960 році був розділений за мовною ознакою на два нових штати — Махараштру та Гуджарат.  Саураштра стала частиною останнього.